# Almin
Almin är ett förnamn som används av män. Enligt Statistiska Centralbyrån (SCB) fanns det 91 män folkbokförda i Sverige den 31 december 2008 med förnamnet Almin. Av dessa hade 83 namnet Almin som tilltalsnamn/förstanamn. Det finns 12 personer som har efternamnet Almin.